# Depositi locomotive delle Ferrovie dello Stato italiane

Il deposito locomotive di Foggia nella primavera 1932. Sono visibili varie unità della prima serie (unità da 001 a 014) e della seconda serie (unità da 015 a 099) delle locomotive del gruppo E.626, impiegate sulla linea Foggia-Benevento che all'epoca era l'unica linea delle Ferrovie dello Stato elettrificata con il sistema a corrente continua a 3 kV e, sullo sfondo, diverse locomotive a vapore del gruppo 740.

I depositi locomotive delle Ferrovie dello Stato italiane sono degli impianti ferroviari destinati al ricovero, alla pulizia e alla manutenzione corrente dei mezzi di trazione delle Ferrovie dello Stato Italiane.

## Storia organizzativa
All'atto della loro istituzione, nel 1905, le Ferrovie dello Stato ricevettero dalle preesistenti aziende ferroviarie i depositi già in attività. Successivamente, a seguito del riscatto delle Strade Ferrate Meridionali e di altre società, dal 1906 in poi se ne aggiunsero altri.
Durante il XX e il XXI secolo il mutare delle esigenze del servizio (a causa del progresso tecnologico, della diversa organizzazione del personale e della necessità di adeguare l'offerta ai bisogni della clientela) comportò diverse modifiche della rete degli impianti per il servizio della trazione, con soppressioni, accorpamenti, nuove costruzioni e varianti dell'organizzazione del lavoro. Tra esse si cita l'istituzione dei centri sussidiari di trazione, avvenuta durante la seconda Guerra mondiale, con la quale si allontanarono i mezzi di trazione dai depositi preesistenti, ubicati all'interno delle città e quindi facilmente soggetti a bombardamenti.
Gli impianti sono indicati secondo la forma presente nelle fonti ufficiali dell'epoca, generalmente citata senza modifiche nei contributi storiografici.

## Situazione nel 1906
Nel 1906 erano attivi i depositi di Alessandria, Ancona, Antrodoco, Arona, Avellino, Bari, Barletta, Benevento, Bologna, Bra, Brescia, Brindisi, Bussoleno, Caltanissetta, Campobasso, Casale Monferrato, Castellammare Adriatico, Catania, Civitavecchia, Cremona, Fabriano, Ferrara, Firenze Santa Maria Novella, Foggia, Foligno, Genova Brignole, Genova Campasso, Genova Piazza Principe, Genova Rivarolo, La Spezia, Lecco, Livorno San Marco, Messina, Milano Centrale, Milano Sempione, Napoli ex RA, Napoli ex RM, Novara, Novi San Bovo, Palermo, Pavia, Pisa, Pistoia, Pontedecimo, Pontremoli, Reggio Calabria, Rimini, Roma Termini, Roma Tuscolana, Salerno, Savona Letimbro, Siena, Sulmona, Taranto, Tivoli, Torino Porta Nuova, Udine, Venezia Santa Lucia, Verona Porta Vescovo, Vicenza, Voghera.

## Situazione nel 1923
Nel 1923 erano attivi i depositi di Alessandria, Ancona, Antrodoco, Arona, Asti, Avellino, Bari, Barletta, Benevento, Bergamo, Bologna, Bolzano, Bra, Brescia, Brindisi, Buie, Bussoleno, Cagliari, Caltanissetta, Campasso, Campobasso, Casale Monferrato, Cassino, Castellammare Adriatico, Castelvetrano, Catanzaro Marina, Catania, Chiavari, Chiusa, Civitavecchia, Cosenza, Cotrone, Cremona, Cuneo, Fabriano, Faenza, Ferrara, Firenze Campo di Marte, Firenze Santa Maria Novella, Fiume, Foggia, Foligno, Forlì, Fortezza, Genova Piazza Brignole, Genova Piazza Principe, Gorizia Monte Santo, Grosseto, La Spezia, Lecce, Lecco, Licata, Livorno, Mantova, Merano, Messina, Mestre, Milano Centrale, Milano Sempione, Milano Lambrate, Modica, Napoli Sperone, Novara, Novi San Bovo, Ora, Padova, Palermo, Paola, Parma, Pavia, Pisa, Pistoia, Pontebba, Pontedecimo, Pontremoli, Potenza, Reggio Calabria, Rimini, Riva, Rivarolo, Roma San Lorenzo, Roma Trastevere, Ronco, Salerno, Sassari, Savona Fornaci, Savona Letimbro, Siena, Sulmona, Taranto, Terni, Tivoli, Torino Porta Nuova, Torino Smistamento, Trento, Treviso, Trieste Centrale, Trieste Sant'Andrea, Udine, Velletri, Venezia Marittima, Ventimiglia, Verona Porta Vescovo, Vicenza, Viterbo, Voghera, Volterra.

## Situazione nel 1946

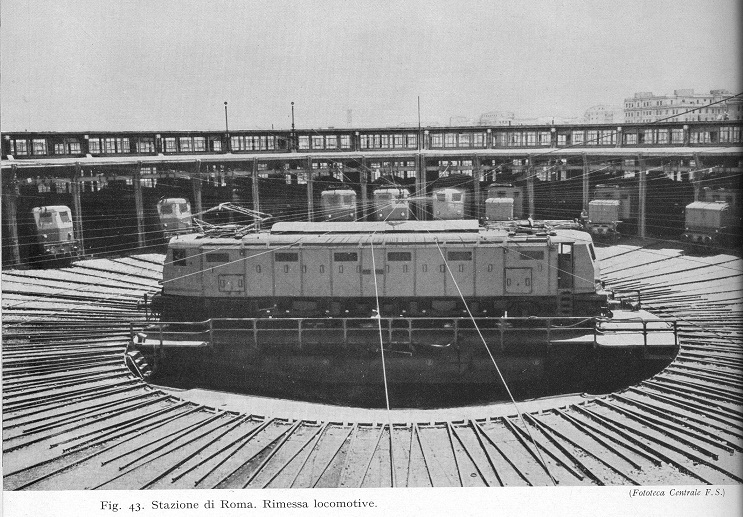
La rimessa circolare e la piattaforma girevole del deposito locomotive di Roma San Lorenzo probabilmente nel 1955. Negli stalli della rimessa sostano varie locomotive dei gruppi FS E.626 ed E.428. Sul ponte della piattaforma una locomotiva del gruppo E.428 (sottogruppo E.428.123-203, probabilmente l'unità 216). Il pantografo alzato e la posizione dell'asse della macchina non coincidente col baricentro del ponte dimostrano che la locomotiva stava entrando, o uscendo, dalla piattaforma impegnando uno dei binari a sinistra dell'immagine

Nel 1946 erano attivi i depositi di Alessandria, Ancona, Aosta, Arona, Asti, Bari, Benevento, Belluno, Bologna Centrale, Bolzano, Brunico, Bussoleno, Cagliari, Caltanissetta, Cassino, Castelvetrano, Catanzaro, Catania, Civitavecchia, Cosenza, Cremona, Cuneo, Fabriano, Firenze, Foggia, Foligno, Fortezza, Genova Brignole, Genova Rivarolo, Gorizia Monte Santo, La Spezia Centrale, La Spezia Migliarina, Lecco, Lercara, Licata, Livorno, Mantova, Merano, Messina, Mestre, Milano Centrale, Milano Porta Nuova, Milano Smistamento, Napoli Campi Flegrei, Napoli Smistamento, Novara, Novi San Bovo, Padova, Palermo, Palermo Sant'Erasmo, Piazza Armerina, Paola, Pavia, Pescara, Pisa, Pistoia, Reggio Calabria, Rimini, Roma San Lorenzo, Roma Smistamento, Roma Trastevere, Salerno, Sassari, Savona Fornaci, Savona Letimbro, Siena, Siracusa, Sulmona, Taranto, Torino Smistamento, Trento, Treviso, Trieste Centrale, Trieste Campo Marzio, Udine, Venezia, Verona, Vicenza, Voghera.
Erano inoltre attivi i centri sussidiari di trazione di Antrodoco, Arona, Avellino, Brescia, Brindisi, Casale Monferrato, Caserta, Cervignano, Chiusi, Chivasso, Falconara, Ferrara,  Grosseto, Modica, Orte, Parma, Pontedecimo, Pontremoli, Potenza, Sant'Agata, Velletri, Viterbo.

## Situazione nel 1958
Nel 1958 erano attivi i depositi di Alessandria, Ancona, Aosta, Asti, Bari, Benevento, Bologna Centrale, Bologna San Donato, Bolzano, Bussoleno, Cagliari, Caltanissetta, Campasso, Campobasso, Cassino, Castelvetrano, Catanzaro, Catania, Chiusa, Civitavecchia, Cosenza, Cremona, Cuneo, Fabriano, Firenze Santa Maria Novella, Foggia, Foligno, Fortezza, Genova Brignole, Genova Rivarolo, La Spezia, Lecco, Lercara Alta, Licata, Livorno, Mantova, Merano, Messina, Mestre, Milano Centrale, Milano San Rocco, Milano Smistamento, Modica, Napoli Campi Flegrei, Napoli Smistamento, Novara, Novi San Bovo, Padova, Palermo, Piazza Armerina, Paola, Pavia, Pescara, Pisa, Pistoia, Reggio Calabria, Rimini, Roma San Lorenzo, Roma Smistamento, Roma Trastevere, Salerno, Sassari, Savona, Siena, Siracusa, Sulmona, Taranto, Torino Smistamento, Trento, Treviso, Trieste Centrale, Trieste Campo Marzio, Udine, Venezia Marittima, Verona, Vicenza, Viterbo, Voghera.

## Situazione nel 1997
Nel 1997 erano attivi i depositi di Alessandria, Ancona, Aosta, Asti, Bari, Benevento, Bologna Centrale, Bologna San Donato, Bolzano, Bussoleno, Cagliari, Caltanissetta, Campasso, Campobasso, Cassino, Castelvetrano, Catanzaro, Catania, Chiusa, Civitavecchia, Cosenza, Cremona, Cuneo, Fabriano, Firenze Santa Maria Novella, Foggia, Foligno, Fortezza, Genova Brignole, Genova Rivarolo, La Spezia, Lecco, Livorno, Mantova, Merano, Messina, Mestre, Milano Centrale, Milano San Rocco, Milano Smistamento, Modica, Napoli Campi Flegrei, Napoli Smistamento, Novara, Novi San Bovo, Padova, Palermo, Paola, Pavia, Pescara, Pisa, Pistoia, Reggio Calabria, Rimini, Roma San Lorenzo, Roma Smistamento, Roma Trastevere, Salerno, Sassari, Savona, Siena, Siracusa, Sulmona, Taranto, Torino Smistamento, Trento, Treviso, Trieste Centrale, Trieste Campo Marzio, Udine, Venezia Marittima, Verona, Vicenza, Viterbo, Voghera.

### Fonti
1. ↑  Nascimbene e Berto, p. 48.
2. 1 2 3 4 5  Di Iorio, p. 24.